# Brebrovniška grapa
Brebovnica, grapa na Žirovskem v južnih hribih pri Žirovskem vrhu. Nad njo v eno stran gozd v drugo senožeti. Nad senozetmi levega brega je dober kmecki turizem. Na pobocjih nad njo so snemali del filma (tudi zaključni prizor) V Dolini miru.
Ime naj bi pomenilo, da v Grapi ni več bobrov - nekako kot Brezbobrovica. Tako so mi povedali na kmeckem turizmu nad njo.